# Xian de Pingnan (Fujian)
Pour les articles homonymes, voir Pingnan.

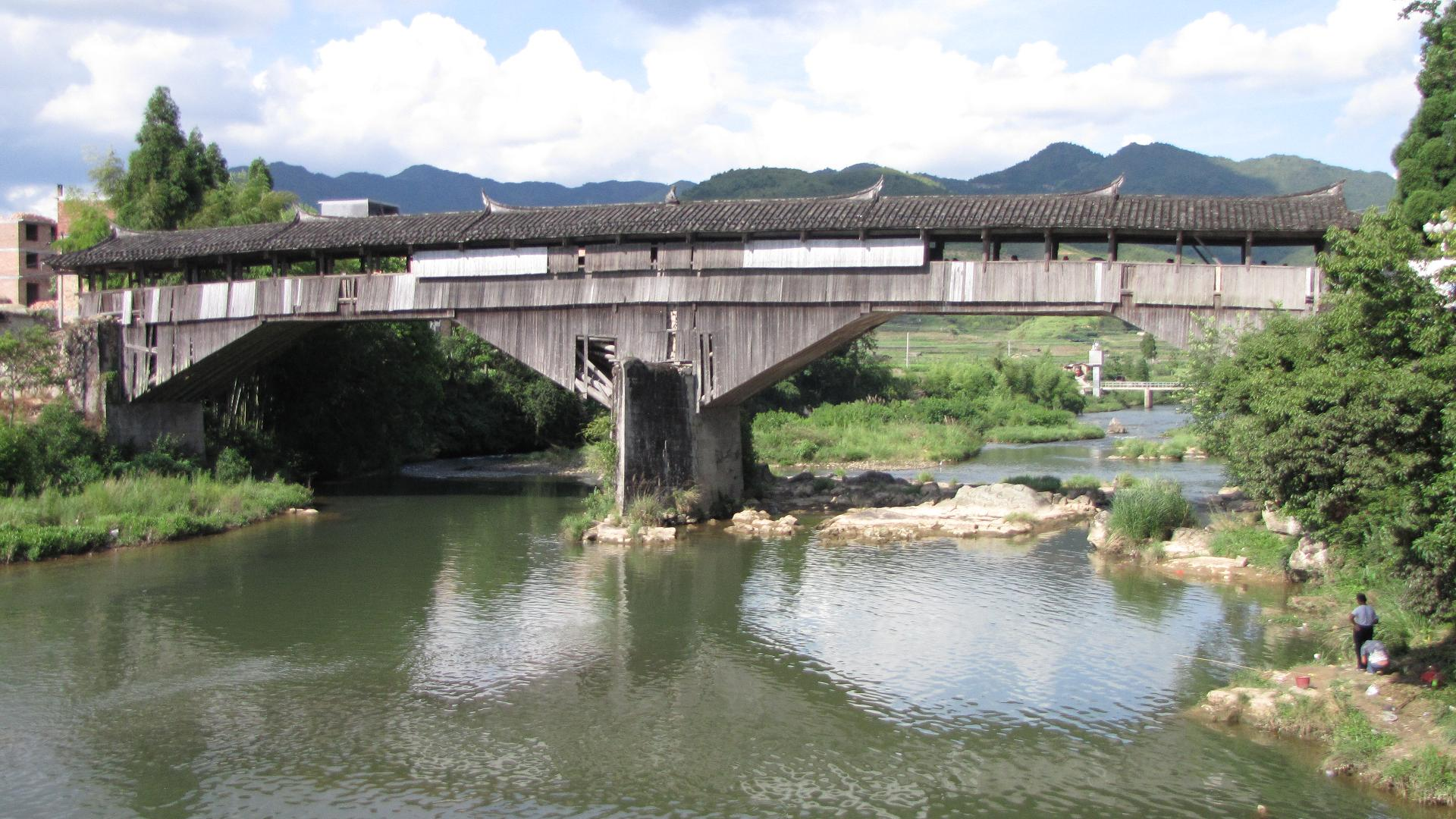
Le pont couvert Qiansheng

Le xian de Pingnan (chinois simplifié : 屏南县 ; pinyin : píngnán xiàn) est un district administratif de la province du Fujian en Chine. Il est placé sous la juridiction de la ville-préfecture de Ningde.

## Démographie
La population du district était de 181 303 habitants en 1999.

## Patrimoine
Le xian comporte, sur le canton de Tangkou (zh) (棠口乡), le pont Qiansheng (千乘桥), un pont vieux de 1000 ans.